# Хотовань
Хотовань — деревня в Дновском районе Псковской области. Входит в состав Искровской волости.
Расположена на правом берегу реки Белка, в 20 км к юго-востоку от районного центра, города Дно, и в 3 км к югу от волостного центра, деревни Гаврово.

## Население
| 2001 | 2002 | 2010 |
| ---- | ---- | ---- |
| 119  | ↘109 | ↘67  |

Численность населения деревни по оценке на конец 2000 года составляла 119 человек.

## История
До 2005 года входила в состав Октябрьской волости с центром в деревне Гаврово, с 2006 до 2015 года — в состав Гавровской волости.